# Julian Wells
Pour les articles homonymes, voir Wells.
Julian Wells est une actrice britannique, née le 2 mars 1980.
Elle a principalement joué dans des films d'horreur ou des films érotiques.
Elle se produit parfois sous d’autres noms de scène comme Juliette Charles ou Catherine Paris.

## Biographie
Julian Wells naît le 2 mars 1980 au Royaume-Uni sous le nom d’état civil de Susan Right[réf. souhaitée].

## Filmographie
- 2001 : Witchbabe
- 2002 : Pleasures of a Woman : Vivian
- 2002 : Flesh for Olivia : Alice
- 2002 : Roxanna : Martine
- 2002 : Who Wants to Be an Erotic Billionaire? : Remis Phildin
- 2003 : Hotel Erotica : Katie
- 2003 : April Flowers : April Flowers
- 2003 : Sexy American Idle : Eunice
- 2003 : That 70's Girl : Ashleigh
- 2003 : Dr Jekyll and Mistress Hyde : le docteur Jackie Stevenson / Heidi Hyde
- 2003 : The Lord of the G-Strings
- 2003 : The Best Sex Ever : Gwen
- 2003 : Sin Sisters : Juli
- 2003 : Spiderbabe : Lucinda Knoxx
- 2004 : Naked and Betrayed : Talisa
- 2004 : Young and Seductive : Nina Jacobs
- 2004 : Lust for Dracula : Jonathan Harker
- 2004 : Bite Me ! : Teresa
- 2004 : The Erotic Diary of Misty Mundae : la professeur
- 2004 : The Seduction of Misty Mundae : Inga
- 2005 : Sex Games Vegas
- 2005 : Hotties : Muffy
- 2005 : Hotties II : Muffy
- 2005 : Shock-O-Rama : Docteur Carruthers
- 2006 : An Erotic Werewolf in London : Carla
- 2006 : Dom Daze 2
- 2007 : Skin Crawl : Sadie
- 2007 : Manhattan Samouraï (Fist of the Warrior)
- 2007 : Chantal : Tracy
- 2007 : Spiritual Warriors : Gwen
- 2008 : Cloak & Shag Her : April Flowers
- 2008 : Bald : la fille chauve
- 2010 : Hot Ice, No-one Is Safe : Brittney
- 2013 : 7 Lives Exposed (série télévisée) : Mackenzie (5 épisodes)
- 2014 : Homecoming : la voisine
- 2016 : Friends Effing Friends Effing Friends : Carmelena, l'italienne
- 2018 : The Backslide : Lady of the Night
- 2018 : Super Special : Katherine